# Odruch orientacyjny
Odruch orientacyjny — mechanizm uwagi, którego funkcja polega na otwarciu systemu poznawczego na zmianę lub nowy bodziec. Polega na skierowaniu receptorów na źródło stymulacji, czemu towarzyszy aktywność motoryczna, ułatwiająca jej odebranie. 
Reakcja orientacyjna wygasa po kilku wystąpieniach jednakowego bodźca (następuje habituacja), a liczba potrzebnych do tego powtórzeń zależy od skomplikowania sygnału. Zmiana jakiegoś elementu powoduje jej dyshabituację.